# Catacumba de Santo Hipólito
Catacumba de Santo Hipólito (em italiano:  Catacomba di Sant'Ippolito) é uma catacumba romana localizada na Via Tiburtina e com entrada na Via dei Canneti, no moderno quartiere Nomentano.

## Mártir

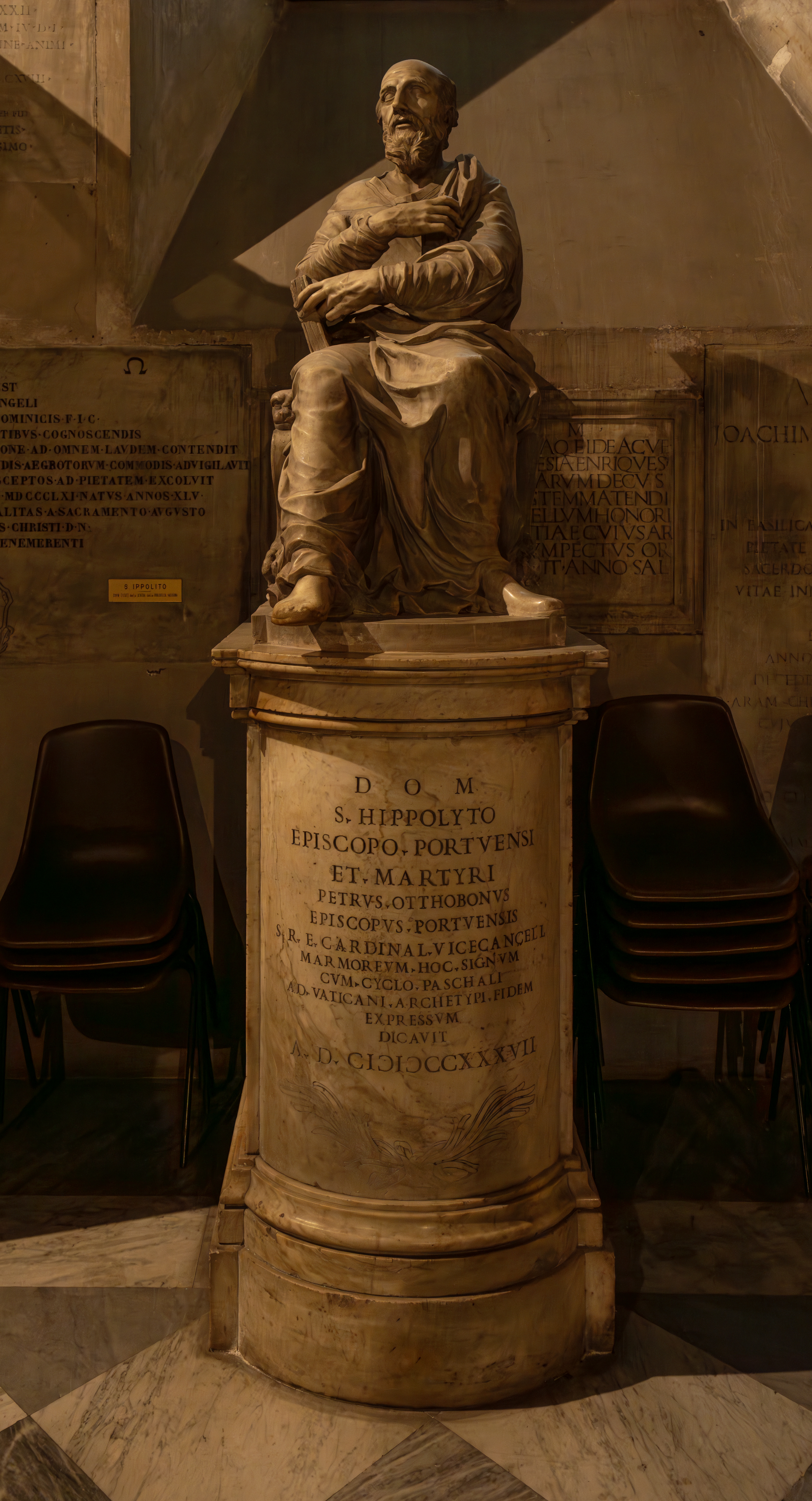
Estátua de Santo Hipólito de Roma do século IV encontrada na Catacumba de Santo Hipólito.

Assim como em várias outras catacumbas de Roma, o nome desta é uma referência ao santo mais conhecido sepultado no local, Santo Hipólito de Roma, uma figura bastante controversa da igreja de Roma no início do século III e lembrado nas fontes antigas como presbítero, bispo, militar, escritor, polemista contra heresias, antipapa e mártir. Hipólito foi exilado em 235 na Sardenha com o papa Ponciano e ambos morreram ali trabalhando em minas. O Depositio Martyrum recorda, na data de 13 de agosto, o sepultamento de ambos nos cemitérios de Roma: Hipólito na catacumba na Via Tiburtina e Ponciano na Catacumba de São Calisto na Via Ápia. A figura de Hipólita é lembrada no poema que o papa Dâmaso I encomendou a Fúrio Dionísio Filocalo, da qual diversos fragmentos foram descobertos no piso da Arquibasílica de São João de Latrão. Importantes notícias do mártir e desta catacumba foram providas também pelo poeta cristão Prudêncio, que visitou o cemitério no início do século V no poema XI da Peristephanon: ele descreve a cripta subterrânea na qual o mártir foi enterrado, o afresco que o representa, os ornamentos que enriqueceram seu sepulcro e fala de uma basílica com três naves no nível da rua, das quais hoje não restam vestígios inequívocos.
O Martirológio Jeronimiano, do século V, fala de outros santos sepultados nesta catacumba, como os mártires Concórdia (22 de fevereiro) e Genésio (24 de agosto). Finalmente, a Notitia ecclesiarum urbis Romae, guia para peregrinos do século VII, inclui outros mártires, como Trifônia e Cirila. Destes mártires nenhum vestígio monumental foi encontrado.

## História
O primeiro a explorar a Catacumba de Santo Hipólito foi Antonio Bosio no final do século XVI, que acreditava estar visitando a vizinha Catacumba de São Lourenço. Foi Marcantonio Boldetti, no início do século VIII, que reconheceu que o cemitério na Via Tiburtina era a Catacumba de Santo Hipólito tendo como base antigos documentos dos séculos XII e XIII que chamavam o pequeno montículo no qual ela foi escavada de Mons Sancti Ypoliti. As primeiras escavações científicas fora realizadas por Giovanni Battista de Rossi  no século XIX juntamente com Fabio Gori: eles descobriram acima do nível do solo um mausoléu com três absides (hoje destruído) e, no subsolo, a basílica hipogeia construída pelo papa Vigílio, no século VI, sobre o túmulo de Santo Hipólito. Além disto, com base num estudo realizado num códice antigo conservado em São Petersburgo disponibilizado pelo czar russo, De Rosse conseguiu reconstituir por inteiro o poema damasiano.
A catacumba, estudada também no início do século XX, sofre muitos danos durante a Segunda Guerra Mundial, pois foi utilizada como refúgio antiaéreo. Depois da guerra, foi estudada pelo americano Gabriel Bertonière e pelo sacerdote Umberto Maria Fasola. Finalmente, uma nova escavação foi realizada no início da década de 1990 e descobriram, na região analisada, pouquíssimos vestígios epigráficos, principalmente por causa das remoções realizadas no início do século XIX.

## Descrição
A Catacumba de Santo Hipólito tem cinco níveis e apenas o do meio é hoje acessível. A parte mais antiga é que fica no entorno da basílica hipogeia do papa Vigílio perto do túmulo do santo. Antes disto já existia uma cripta, monumentalizada pelo papa Dâmaso I na segunda metade do século IV. A construção da basílica e de um vasto "itinerário" para os peregrinos modificaram de forma irremediável a topografia do núcleo antigo do cemitério.
A descoberta mais discutida realizada na catacumba foi a da "Estátua de Santo Hipólito", recuperada pelo artista Pirro Ligorio em 1555 e hoje exposta no átrio na entrada da Biblioteca Apostólica Vaticana. Ela retrata um personagem masculino, barbado, sentado num trono e vestido como um filósofo: dos lados do banco onde ele está sentado estão os nomes em grego das obras escritas por ele. É por causa dela a identificação desta catacumba como sendo a "catacumba da Via Tiburtina" citada nas fontes antigas. Na realidade, a epigrafista Margherita Guarducci demonstrou que esta estátua é uma re-elaboração de um ou mais troncos de estátuas antigas do século II no século III (quando foram esculpidos os nomes das obras): o próprio Ligorio completou as partes que faltavam, a parte superior do tronco, os braços e a cabeça.